# 黃柏文
黃柏文（英語：Danny Huang，1978年7月9日—），是一名台灣歌手，前飛碟電台DJ。曾經是歌唱組合B.A.D成員之一（團員三人，D就是DANNY的第一個字母）。黃柏文在2005年之後淡出演藝圈，後擔任父親所任職的秀傳醫院的行銷總監至今。2013年與楊晴瑄結婚。2017年9月23日《幽浮sports秀》獲得第52屆廣播金鐘獎的綜合節目主持人獎。
2021年底起擔任T1聯盟「新北中信特攻」主持人。

## 唱片
- 2000年《不安靜》
- 2001年《OH! I》
- 2002年《皇后之歌》
- 2003年《夢的起點》
- 2004年《B.A.D同名專輯》
- 2020年 OLD派聯盟, Still On The Fire 單曲

## 戲劇
- 2001年《陽光果凍》飾演 Danny（BEN的高中同學）
- 2002年《黑色映畫館－至死不渝的愛》
- 2002年《黑白映畫館－少女殺手》
- 2005年《我只在乎你》 飾演 徐政文
- 2023年《國際橋牌社外傳：和平歸來》 飾演 王明偉(R3住院醫師)

## 主持

### 廣播節目
- 飛碟電台《週末D-Party》
- 飛碟電台《幽浮勁碟排行榜》
- 飛碟電台《幽浮男人窩》
- 飛碟電台《幽浮Sport秀》

### 網路節目
- 543男方基地

### Podcast節目
- 籃人543

### 運動賽事
- 2018-2019 PL+聯盟 《寶島夢想家》MC DJ
- 2022 T1聯盟 《新北中信特攻》 MC DJ

## 獎項

### 金曲獎
| 年份   | 獲提名           | 獎項                     | 結果 |
| ------ | ---------------- | ------------------------ | ---- |
| 2002年 | 專輯《OH! I》    | 第13屆金曲獎最佳重唱組合 | 獲獎 |
| 2003年 | 專輯《皇后之歌》 | 第14屆金曲獎最佳重唱組合 | 入圍 |
| 2004年 | 專輯《夢的起點》 | 第15屆金曲獎最佳重唱組合 | 入圍 |

### 廣播金鐘獎
| 年份   | 獲提名                          | 獎項                                 | 結果 |
| ------ | ------------------------------- | ------------------------------------ | ---- |
| 2017年 | 幽浮sports秀                    | 第52屆廣播金鐘獎綜合節目獎           | 入圍 |
| 2017年 | 黃丹尼【黃柏文】／ 幽浮sports秀 | 第52屆廣播金鐘獎綜合節目主持人獎     | 獲獎 |
| 2018年 | 黃丹尼【黃柏文】／ 幽浮sports秀 | 第53屆廣播金鐘獎綜合節目主持人獎     | 入圍 |
| 2019年 | 幽浮sports秀                    | 第54屆廣播金鐘獎生活風格節目獎       | 入圍 |
| 2022年 | 黃丹尼【黃柏文】／ 幽浮sports秀 | 第57屆廣播金鐘獎生活風格節目主持人獎 | 入圍 |

### 活動經驗
- ABL 東南亞職業籃球聯賽(台灣場)MC DJ
- 陳柏良足球公益信託記者會主持人
- 林書豪「帶好球回彰化」公益活動主持人
- 2018 國泰夢想豪小子林書豪籃球訓練營主持人
- 林書豪花蓮座談會主持人
- 2018 瓊斯盃男子女子組開幕活動主持人
- 2019 味全龍首屆啦啦隊選拔評審
- 2019 中華職棒30週年頒獎典禮主持人
- 2019 台灣&亞洲區大學籃球交流賽開幕主持人

## 外部連結
- 秀傳醫療體系 （页面存档备份，存于）
- 黃丹尼的Facebook專頁
- 幽浮男人窩的Facebook專頁
- YouTube上的幽浮男人窩頻道
- 飛碟電台DJ-Danny 簡介 （页面存档备份，存于）
- 543男方基地Facebook （页面存档备份，存于）
- 543男方基地Youtube （页面存档备份，存于）
- 籃人543Apple podcast （页面存档备份，存于）